# Lekkoatletyka na Letnich Igrzyskach Olimpijskich 1936
Lekkoatletyka na Letnich Igrzyskach Olimpijskich 1936 – zawody lekkoatletyczne rozgrywane podczas igrzysk olimpijskich w Berlinie odbywały się od 2 do 9 sierpnia. Areną zmagań lekkoatletów był Stadion Olimpijski w Berlinie. Przeprowadzono 29 konkurencji, 23 dla mężczyzn i 6 dla kobiet. W zawodach wystartowało 776 zawodników z 43 krajów.

## Rezultaty

### Mężczyźni
| Konkurencja                               | 1. miejsce                                                                        | Rezultat  | 2. miejsce                                                                      | Rezultat  | 3. miejsce                                                                            | Rezultat  | Źródło |
| Bieg na 100 m (szczegóły)                 | Jesse Owens                                                                       | 10,3 =    | Ralph Metcalfe                                                                  | 10,4      | Tinus Osendarp                                                                        | 10,5      | [ 1 ]  |
| Bieg na 200 m (szczegóły)                 | Jesse Owens                                                                       | 20,7      | Matthew Robinson                                                                | 21,1      | Tinus Osendarp                                                                        | 21,3      | [ 2 ]  |
| Bieg na 400 m (szczegóły)                 | Archie Williams                                                                   | 46,5      | Godfrey Brown                                                                   | 46,7      | James LuValle                                                                         | 46,8      | [ 3 ]  |
| Bieg na 800 m (szczegóły)                 | John Woodruff                                                                     | 1:52,9    | Mario Lanzi                                                                     | 1:53,3    | Phil Edwards                                                                          | 1:53,6    | [ 4 ]  |
| Bieg na 1500 m (szczegóły)                | Jack Lovelock                                                                     | 3:47,8    | Glenn Cunningham                                                                | 3:48,4    | Luigi Beccali                                                                         | 3:49,2    | [ 5 ]  |
| Bieg na 5000 m (szczegóły)                | Gunnar Höckert                                                                    | 14:22,2   | Lauri Lehtinen                                                                  | 14:25,8   | Henry Jonsson                                                                         | 14:29,0   | [ 6 ]  |
| Bieg na 10 000 m (szczegóły)              | Ilmari Salminen                                                                   | 30:15,4   | Arvo Askola                                                                     | 30:15,6   | Volmari Iso-Hollo                                                                     | 30:20,2   | [ 7 ]  |
| Maraton (szczegóły)                       | Son Kitei                                                                         | 2:29:19,2 | Ernest Harper                                                                   | 2:31:23,2 | Nan Shoryu                                                                            | 2:31:42,0 | [ 8 ]  |
| Bieg na 110 m przez płotki (szczegóły)    | Forrest Towns                                                                     | 14,2      | Donald Finlay                                                                   | 14,4      | Frederick Pollard                                                                     | 14,4      | [ 9 ]  |
| Bieg na 400 m przez płotki (szczegóły)    | Glenn Hardin                                                                      | 52,4      | John Loaring                                                                    | 52,7      | Miguel White                                                                          | 52,8      | [ 10 ] |
| Bieg na 3000 m z przeszkodami (szczegóły) | Volmari Iso-Hollo                                                                 | 9:03,8    | Kaarlo Tuominen                                                                 | 9:06,8    | Alfred Dompert                                                                        | 9:07,2    | [ 11 ] |
| Sztafeta 4 × 100 m (szczegóły)            | Stany Zjednoczone · Jesse Owens · Ralph Metcalfe · Foy Draper · Frank Wykoff      | 39,8      | Włochy · Orazio Mariani · Gianni Caldana · Elio Ragni · Tullio Gonnelli         | 41,1      | III Rzesza · Wilhelm Leichum · Erich Borchmeyer · Erwin Gillmeister · Gerd Hornberger | 41,2      | [ 12 ] |
| Sztafeta 4 × 400 m (szczegóły)            | Wielka Brytania · Freddie Wolff · Godfrey Rampling · Bill Roberts · Godfrey Brown | 3:09,0    | Stany Zjednoczone · Harold Cagle · Robert Young · Edward O’Brien · Alfred Fitch | 3:11,0    | III Rzesza · Helmut Hamann · Friedrich von Stülpnagel · Harry Voigt · Rudolf Harbig   | 3:11,8    | [ 13 ] |
| Chód na 50 km (szczegóły)                 | Harold Whitlock                                                                   | 4:30:41,4 | Arthur Schwab                                                                   | 4:32:09,2 | Adalberts Bubenko                                                                     | 4:32:42,2 | [ 14 ] |
| Skok wzwyż (szczegóły)                    | Cornelius Johnson                                                                 | 2,03      | David Albritton                                                                 | 2,00      | Delos Thurber                                                                         | 2,00      | [ 15 ] |
| Skok o tyczce (szczegóły)                 | Earle Meadows                                                                     | 4,35      | Shūhei Nishida                                                                  | 4,25      | Sueo Ōe                                                                               | 4,25      | [ 16 ] |
| Skok w dal (szczegóły)                    | Jesse Owens                                                                       | 8,06 w    | Luz Long                                                                        | 7,87 w    | Naoto Tajima                                                                          | 7,74 w    | [ 17 ] |
| Trójskok (szczegóły)                      | Naoto Tajima                                                                      | 16,00     | Masao Harada                                                                    | 15,66     | Jack Metcalfe                                                                         | 15,50     | [ 18 ] |
| Pchnięcie kulą (szczegóły)                | Hans Woellke                                                                      | 16,20     | Sulo Bärlund                                                                    | 16,12     | Gerhard Stöck                                                                         | 15,66     | [ 19 ] |
| Rzut dyskiem (szczegóły)                  | Ken Carpenter                                                                     | 50,48     | Gordon Dunn                                                                     | 49,36     | Giorgio Oberweger                                                                     | 49,23     | [ 20 ] |
| Rzut młotem (szczegóły)                   | Karl Hein                                                                         | 56,49     | Erwin Blask                                                                     | 55,04     | Fred Warngård                                                                         | 54,83     | [ 21 ] |
| Rzut oszczepem (szczegóły)                | Gerhard Stöck                                                                     | 71,84     | Yrjö Nikkanen                                                                   | 70,77     | Kalervo Toivonen                                                                      | 70,72     | [ 22 ] |
| Dziesięciobój (szczegóły)                 | Glenn Morris                                                                      | 7900 pkt. | Bob Clark                                                                       | 7601 pkt. | Jack Parker                                                                           | 7275 pkt. | [ 23 ] |

### Kobiety
| Konkurencja                           | 1. miejsce                                                                           | Rezultat | 2. miejsce                                                                     | Rezultat | 3. miejsce                                                                   | Rezultat | Źródło |
| Bieg na 100 m (szczegóły)             | Helen Stephens                                                                       | 11,5 w   | Stanisława Walasiewicz                                                         | 11,7 w   | Käthe Krauß                                                                  | 11,9 w   | [ 24 ] |
| Bieg na 80 m przez płotki (szczegóły) | Trebisonda Valla                                                                     | 11,7     | Anni Steuer                                                                    | 11,7     | Elizabeth Taylor                                                             | 11,7     | [ 25 ] |
| Sztafeta 4 × 100 m (szczegóły)        | Stany Zjednoczone · Harriet Bland · Annette Rogers · Betty Robinson · Helen Stephens | 46,9     | Wielka Brytania · Eileen Hiscock · Violet Olney · Audrey Brown · Barbara Burke | 47,6     | Kanada · Dorothy Brookshaw · Mildred Dolson · Hilda Cameron · Aileen Meagher | 47,8     | [ 26 ] |
| Skok wzwyż (szczegóły)                | Ibolya Csák                                                                          | 1,60     | Dorothy Odam                                                                   | 1,60     | Elfriede Kaun                                                                | 1,60     | [ 27 ] |
| Rzut dyskiem (szczegóły)              | Gisela Mauermayer                                                                    | 47,63    | Jadwiga Wajsówna                                                               | 46,22    | Paula Mollenhauer                                                            | 39,80    | [ 28 ] |
| Rzut oszczepem (szczegóły)            | Tilly Fleischer                                                                      | 45,18    | Luise Krüger                                                                   | 43,29    | Maria Kwaśniewska                                                            | 41,80    | [ 29 ] |

## Klasyfikacja medalowa

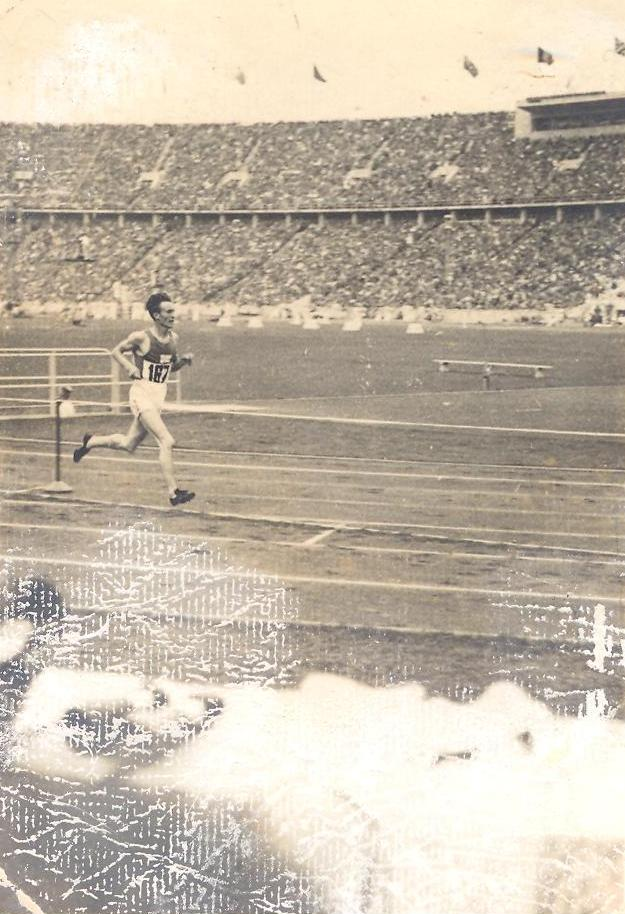
Volmari Iso-Hollo

| Miejsce | Państwo           | Złoto | Srebro | Brąz | Razem |
| 1       | Stany Zjednoczone | 14    | 7      | 4    | 25    |
| 2       | III Rzesza        | 5     | 4      | 7    | 16    |
| 3       | Finlandia         | 3     | 5      | 2    | 10    |
| 4       | Wielka Brytania   | 2     | 5      | 0    | 7     |
| 5       | Japonia           | 2     | 2      | 3    | 7     |
| 6       | Włochy            | 1     | 2      | 2    | 5     |
| 7       | Węgry             | 1     | 0      | 0    | 1     |
| 7       | Nowa Zelandia     | 1     | 0      | 0    | 1     |
| 9       | Polska            | 0     | 2      | 1    | 3     |
| 10      | Kanada            | 0     | 1      | 3    | 4     |
| 11      | Szwajcaria        | 0     | 1      | 0    | 1     |
| 12      | Holandia          | 0     | 0      | 2    | 2     |
| 12      | Szwecja           | 0     | 0      | 2    | 2     |
| 14      | Australia         | 0     | 0      | 1    | 1     |
| 14      | Łotwa             | 0     | 0      | 1    | 1     |
| 14      | Filipiny          | 0     | 0      | 1    | 1     |
|         | Razem             | 29    | 29     | 29   | 87    |